# Globo (juguete)

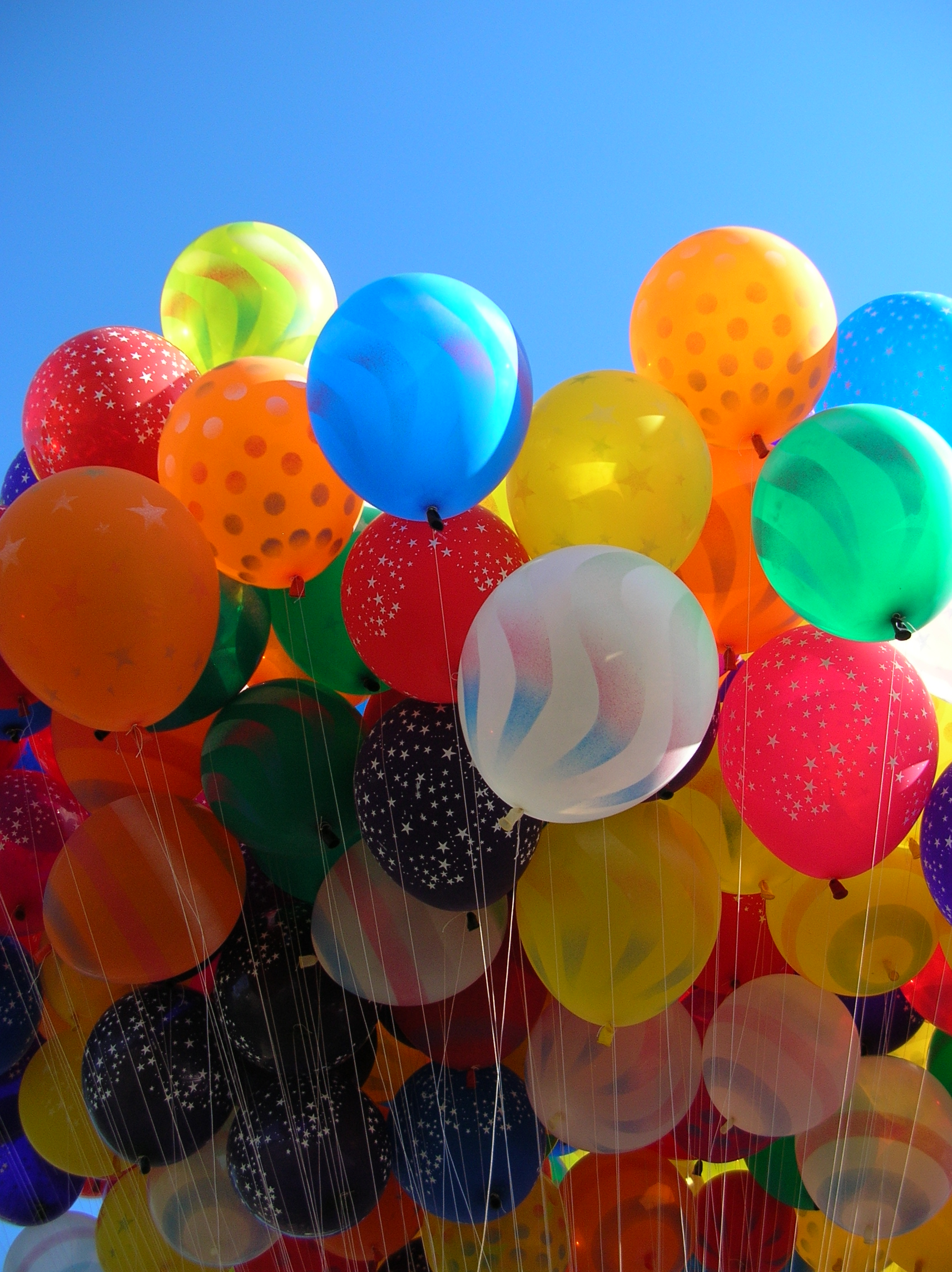
Varios globos con diferentes patrones y colores.

Un globo es un recipiente de material flexible relleno generalmente de aire, agua o helio, a menudo usado como juguete para los niños. También sirven de decoración en cumpleaños y otras celebraciones. Los globos también constituyen un buen soporte publicitario, al poder estamparse en varios colores de tinta, sirviendo de conmemoración o recordatorio de eventos o marcas comerciales.
Generalmente están hechos de látex o papel aluminio. Pueden adquirirse en una gran variedad de tamaños y formas siendo los más comerciales los de 2, 5, 7, 9, 12, 18 y 36 pulgadas de diámetro.
Básicamente, el globo se puede llenar con aire, usando aliento o un inflador manual o eléctrico. De igual forma, pueden inflarse con helio para servir de gas de elevación, en cuyo caso será necesario adquirir un balón de gas comprimido. Estos últimos son los favoritos de los pequeños, al elevarse en el aire y poder así portarlos con un cordel, soltarlos, dejarlos flotar en la habitación, etc.
Los globos se comercializan por unidades o, más comúnmente, en bolsas surtidas. En su modalidad inflada, son distribuidos a través de vendedores callejeros que portan manojos de diferentes formas y colores.
El globo compuesto de 50% de látex es un juguete o elemento de decoración ecológico porque es biodegradable. Un globo de 75% de látex tarda en biodegradarse unos 10 años, igual que una hoja de roble.

## Historia
Los primeros globos estaban hechos de vejiga animal. El globo moderno lo inventó Michael Faraday en los primeros años del siglo XIX, pero la producción en masa no se produjo hasta la década de 1930. Actualmente, los globos pueden incluso tener la forma de caricaturas de personajes famosos y estar hechos de materiales diversos.

## Usos y precauciones

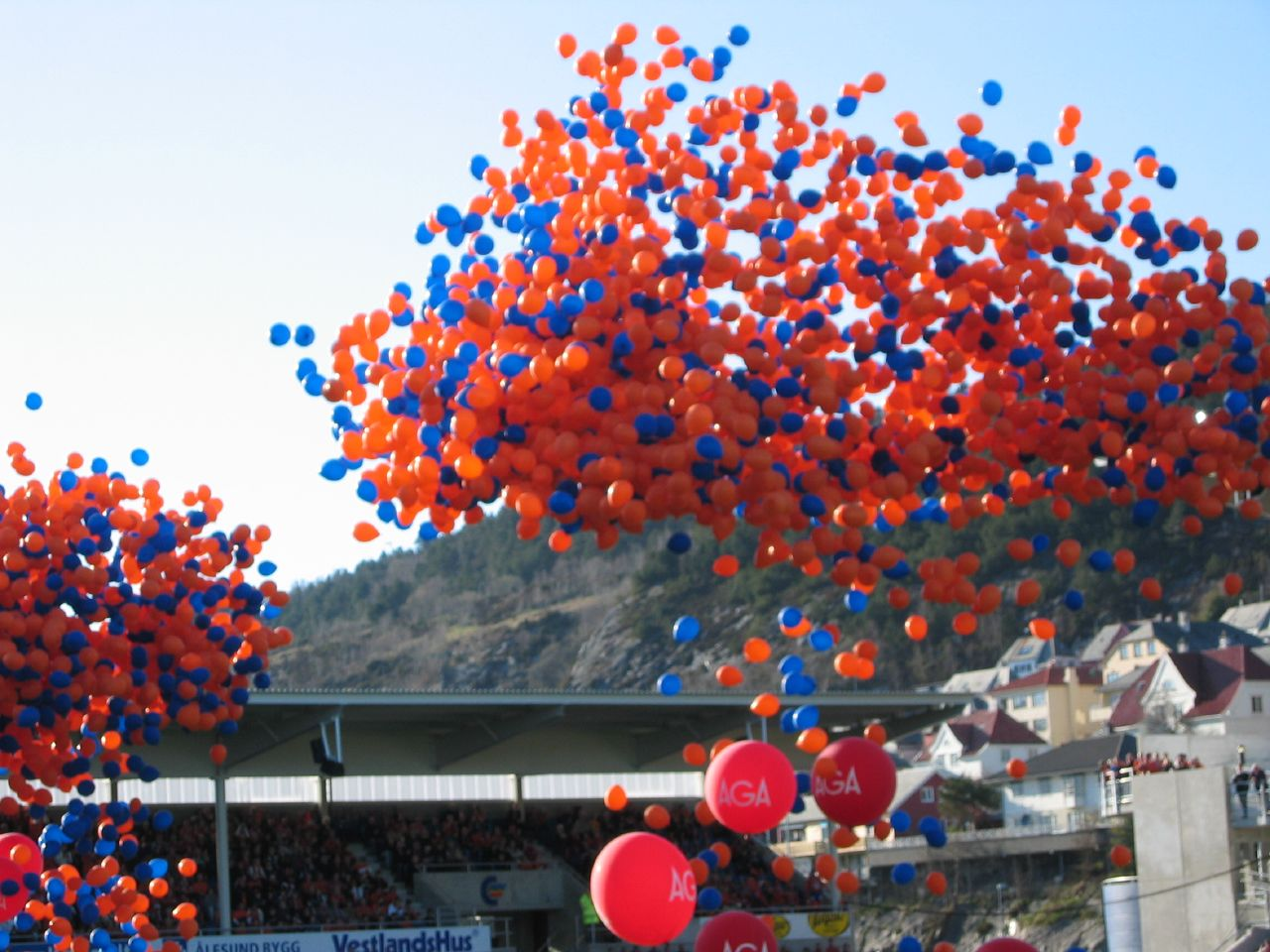
Suelta de globos.

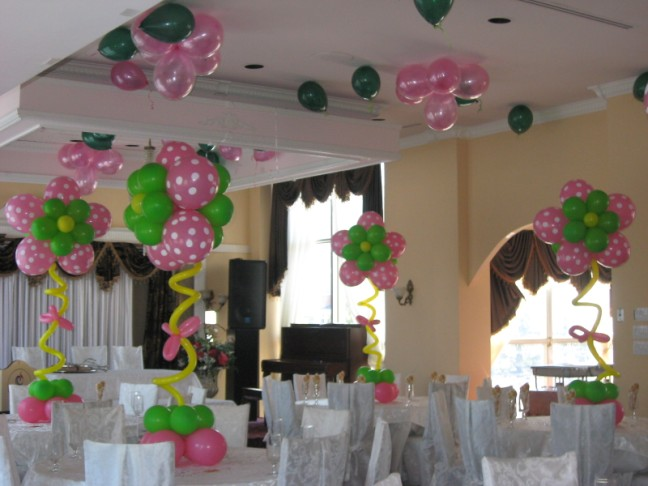
Globos siendo usados como decoración para un cumpleaños.

- Por su colorido, se usan en acontecimientos como conciertos, fiestas, ferias e inauguraciones o eventos deportivos. Paralelamente, puede ser encontrado en eventos como: 
  - Sueltas masivas desde el terreno
  - Caídas al público desde lo alto
  - Explosiones con suelta de confeti u otros elementos
  - Inauguración de esculturas de grandes dimensiones
- Los globos también forman parte de representaciones callejeras o circenses. Así sucede con los modelos tubulares que, una vez inflados, se prestan a la creación de las más diversas figuras mediante una experta manipulación en la torsión de globos. Los artistas combinan para el evento unidades de varios colores que retuercen y anudan formando figuras de perros, dinosaurios, espadas, sombreros, flores, etc. que luego regalan al público. Este arte recibe el nombre de globoflexia y es utilizada también por magos y demás personas encargadas de la animación de fiestas infantiles.

- Otro uso, muy extendido y usado en países de todo América, es el de la decoración con globos, considerada por algunos como un arte. Se considera que la decoración con globos y la globoflexia son dos ramas diferenciadas que interactúan entre sí.

- También se puede jugar con los globos de helio, succionando el helio y hablando con la voz más aguda debido a la menor densidad de este gas. Esta actividad puede llegar a representar un peligro, ya que la inhalación del gas desde un globo recién hinchado puede llevar a un paro respiratorio por la temperatura del gas. También, en casos de juego prolongado, puede producir hipoxia o asfixia, pues el helio inhalado desplaza al oxígeno en los pulmones.

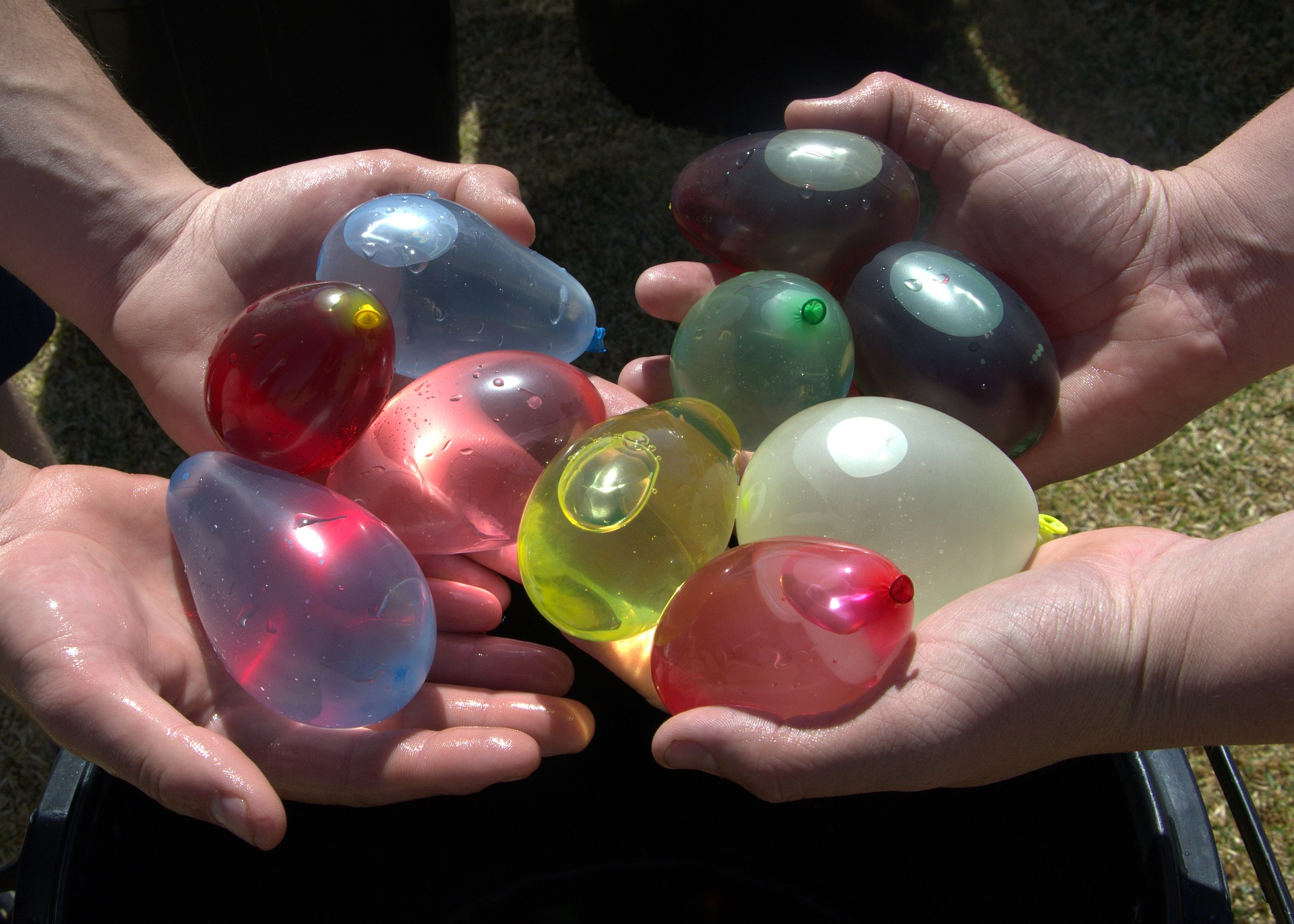
Globos de agua.

- Un juego popular entre los niños consiste en llenar los globos de agua y arrojárselos para hacerlos estallar en su cuerpo. La habilidad consiste en esquivar los proyectiles enviados por los compañeros.
- No se debe estirar el globo antes de inflarlo, ya que esto hace que los poros que tiene se hagan más grandes y así dure menos tiempo inflado.

- No se deben dejar al alcance de los niños sin estar inflados ya que podrían llegar a causar una asfixia a la hora de inflarlos.

## Globos y beneficios para la salud
El inflado de globos es útil por las siguientes razones:
- Aumenta la capacidad pulmonar: Inflar el globo aumenta efectivamente la expansión y la capacidad de aire de los pulmones, lo que ayuda a activar los músculos abdominales transversales y el diafragma, cuya función principal es aspirar aire hacia los pulmones. Este ejercicio aumenta la saturación de oxígeno y mejora la calidad de vida y conduce a una recuperación más rápida[1]
- Reducción del estrés y estabilidad mental: el ejercicio con globos ayuda a reducir el estrés y mejorar la estabilidad mental[1]
- Mejora de la postura y la estabilidad del tronco: el inflado del globo promueve una postura óptima y el control neuromuscular de los músculos abdominales profundos, el diafragma y el suelo pélvico, que son esenciales para mantener una buena postura y prevenir afecciones musculoesqueléticas como el dolor lumbar[2]
- Fortalecer los músculos intercostales: Inflar el globo ejercita los músculos intercostales, que se encargan de expandir y levantar el pecho y el diafragma, permitiendo que los pulmones absorban oxígeno al inhalar y expulsen dióxido de carbono al exhalar.[3]
- Mayor resistencia pulmonar: cuanto más oxígeno reciba su cuerpo durante el ejercicio, más tiempo pasará sin dificultad para respirar ni fatiga. Si inflas 10 o 20 globos al día, podrás aumentar permanentemente tu capacidad pulmonar y mejorar tu resistencia[4]

Debe consultar a su médico antes de inflar globos.